# Gomphidia kodaguensis
Gomphidia kodaguensis – gatunek ważki z rodziny gadziogłówkowatych (Gomphidae). Endemit Ghatów Zachodnich (południowo-zachodnie Indie); stwierdzony w stanach Karnataka i Kerala.